# Серпуховский историко-художественный музей
Серпухо́вский историко-художественный музей в Серпухове — крупнейшая и богатейшая картинная галерея Подмосковья. Основан в 1918 году. Основа собрания — коллекция серпуховской фабрикантши Анны Васильевны Мараевой. В 1920 — начале 1930-х годов фонды музея пополнились произведениями искусства и бытовыми предметами из окрестных усадеб — Райсеменовское (Нащокиных), Семёновская Отрада (Орловых-Давыдовых), Телятьево (Сологубов), а также Остафьево (Вяземских) и центральных музейных хранилищ.

## История

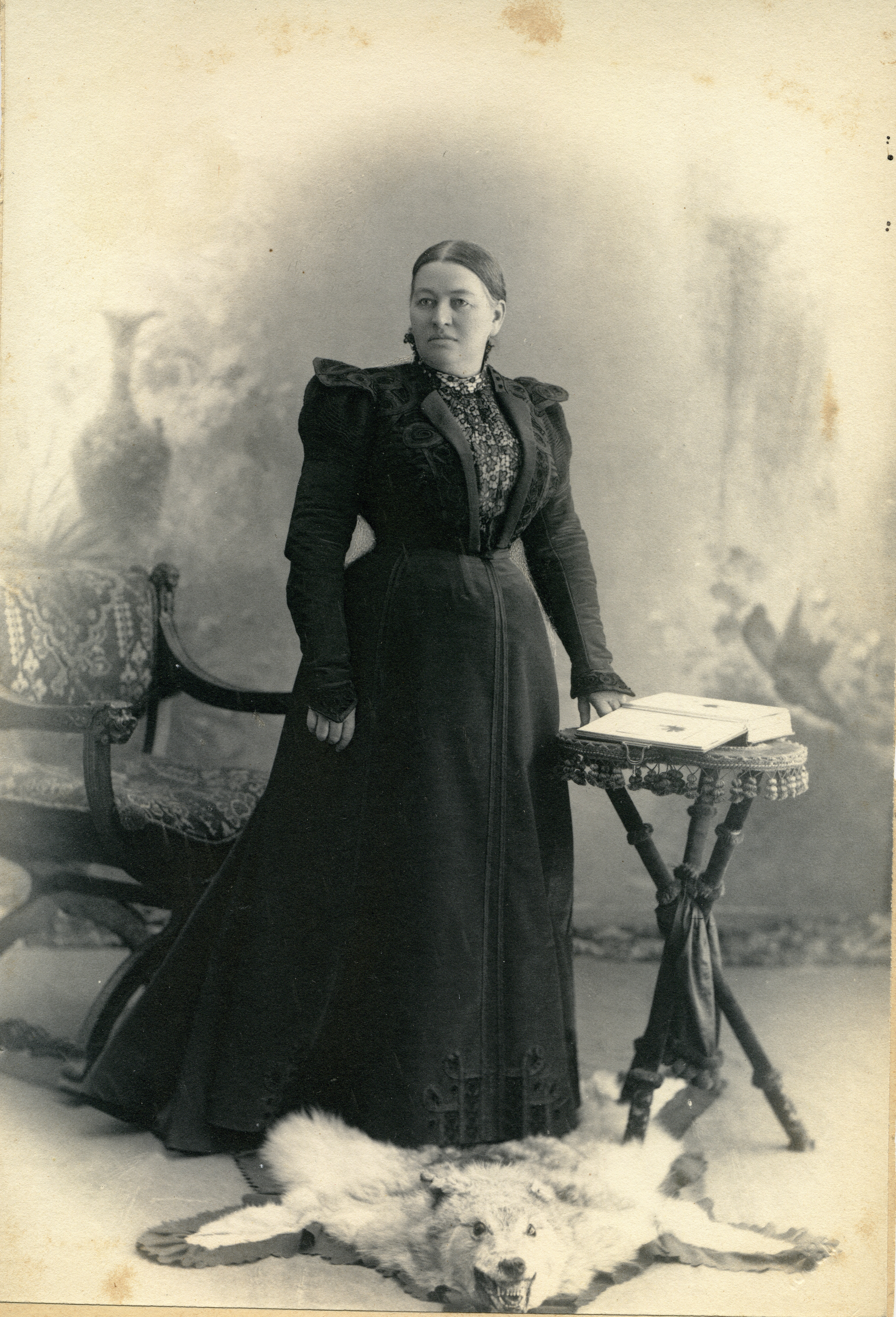
Анна Васильевна Мараева

Особняк серпуховской купчихи А. В. Мараевой построен в 1896 году по проекту известного московского архитектора Р. И. Клейна.
Начало богатейших коллекций этого дома вполне прозаическое. Брат покойного мужа Анны Мараевой — хозяйки особняка — претендовал на наследство. По преданию, прекращению тяжбы Мараевой с деверем поспособствовал Ю. В. Мерлин — очень влиятельный чиновник, дворянин, остро нуждавшийся в большой сумме денег, — которому Анна помогла, выкупив остатки его коллекции (377 картин и графических произведений западноевропейских мастеров XVI—XIX вв. и русских авторов XVIII — начала XIX вв.). Это обстоятельство предрешило возникновение в Серпухове художественного музея.
Источником приобретений Ю. В. Мерлина служил преимущественно столичный антикварный рынок, где в пореформенные годы распродавались богатейшие дворцовые и усадебные коллекции. Интересы собирателя были обширны: предметом их в течение почти 25 лет являлись старинная и современная живопись, оружие, гравюры, памятники прикладного искусства.
Мотивы приобретения Мараевой коллекции Ю. В. Мерлина не совсем ясны. Чуждая по своему воспитанию западноевропейской культуре XVI—XVIII вв., памятники которой составляли основу собрания, она могла оценить коллекцию как выгодное средство помещения капитала. Стены особняка в Заборье украшали пейзажи и натюрморты, всё остальное хранилось в кладовых загородного дома в отдалённой от Серпухова деревне Данки.
В сентябре 1918 года серпуховские власти получили директиву Наркомата просвещения с требованием принять меры по сохранению коллекции.
Во второй половине 1918 года в Серпухове, в составе местного отдела народного образования, была создана музейно-экскурсионная секция. С начала лета 1919 года секция обследовала усадьбы уезда с целью создания местного краеведческого музея. В июле собрание Мерлина-Мараевых в Данках было принято на хранение и перевезено в Серпухов, в особняк Мараевых в Заборье. В дальнейшем коллекции музея пополнялись за счёт художественных фондов Москвы и бывших усадеб.
Рядом с особняком Мараевой в начале XX века по проекту М. Г. Пиотровича была построена старообрядческая церковь Покрова Пресвятой Богородицы, единственный на юге Подмосковья безалтарный храм.
В 1923—1925 годах Серпуховский музей получил из фондов управления народным образованием Московской губернии 127 экспонатов. Таким образом, был сформирован раздел русского искусства 2-й половины XIX — начала XX вв.
С 1957 года музей имеет историко-художественный профиль. В экспозиции представлены редкие работы известных русских художников, открывающие, наряду с хрестоматийными образцами из столичных музеев, всю глубину их творчества. Ряд западноевропейских художников представлен в России только работами, хранящимися в Серпуховском музее.
С 1995 года в музее проходят научно-практические конференции, в которых принимают участие столичные и провинциальные историки, искусствоведы и музееведы. Ежегодно музей участвует в международной акции «Ночь в музее».

## Коллекция

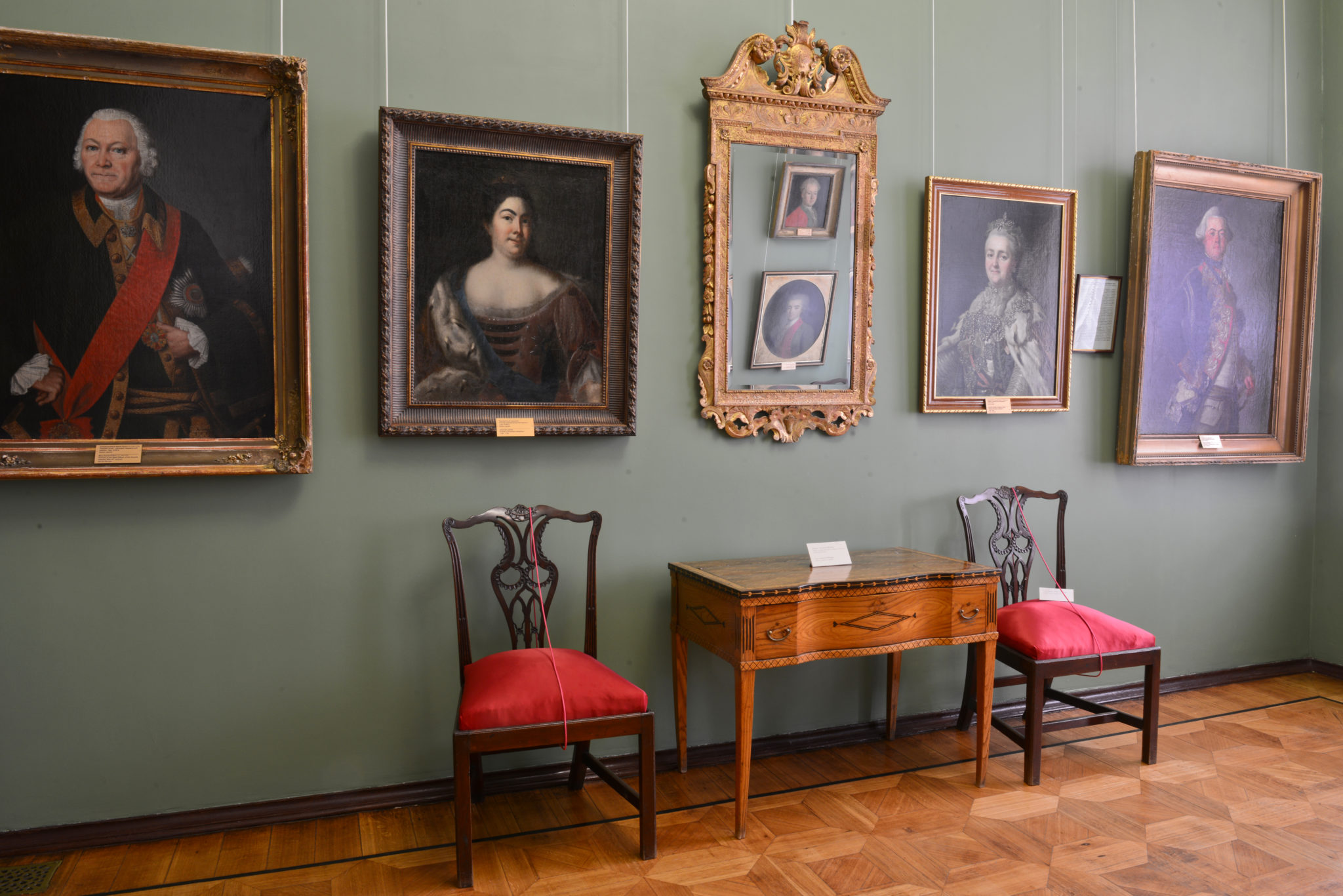
Портретный зал Серпуховского музея

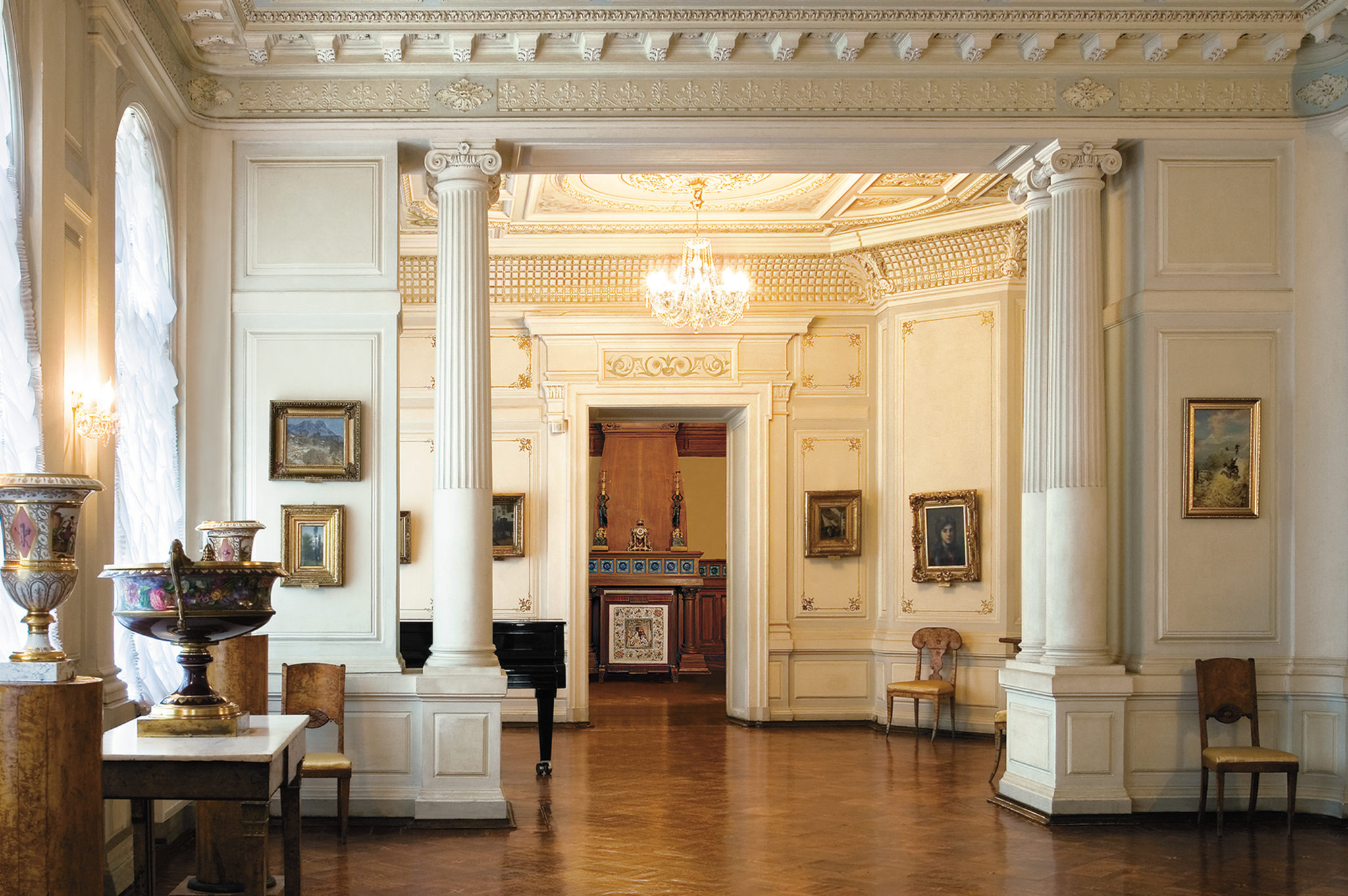
Белый зал Серпуховского музея

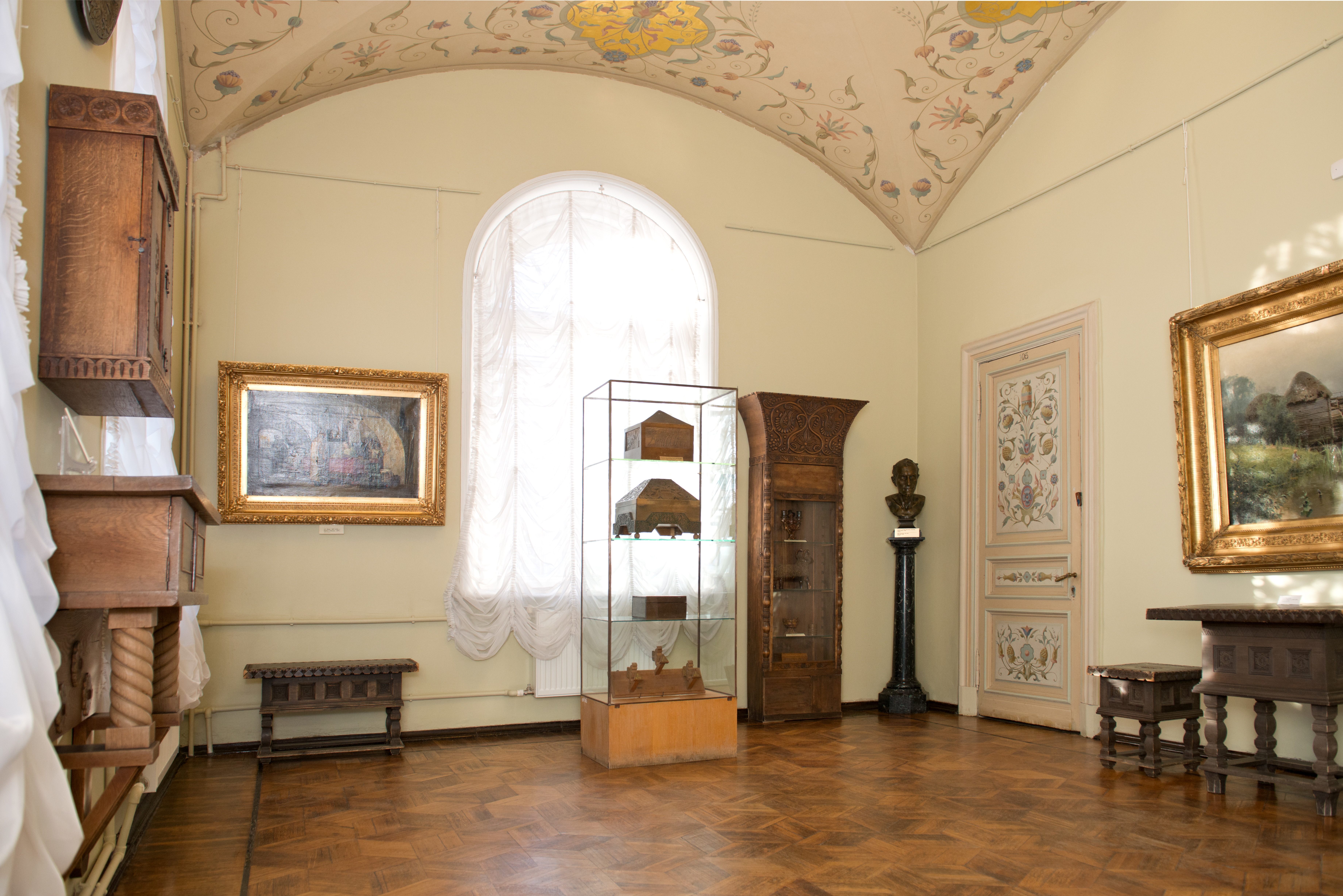
Абрамцевский зал Серпуховского музея

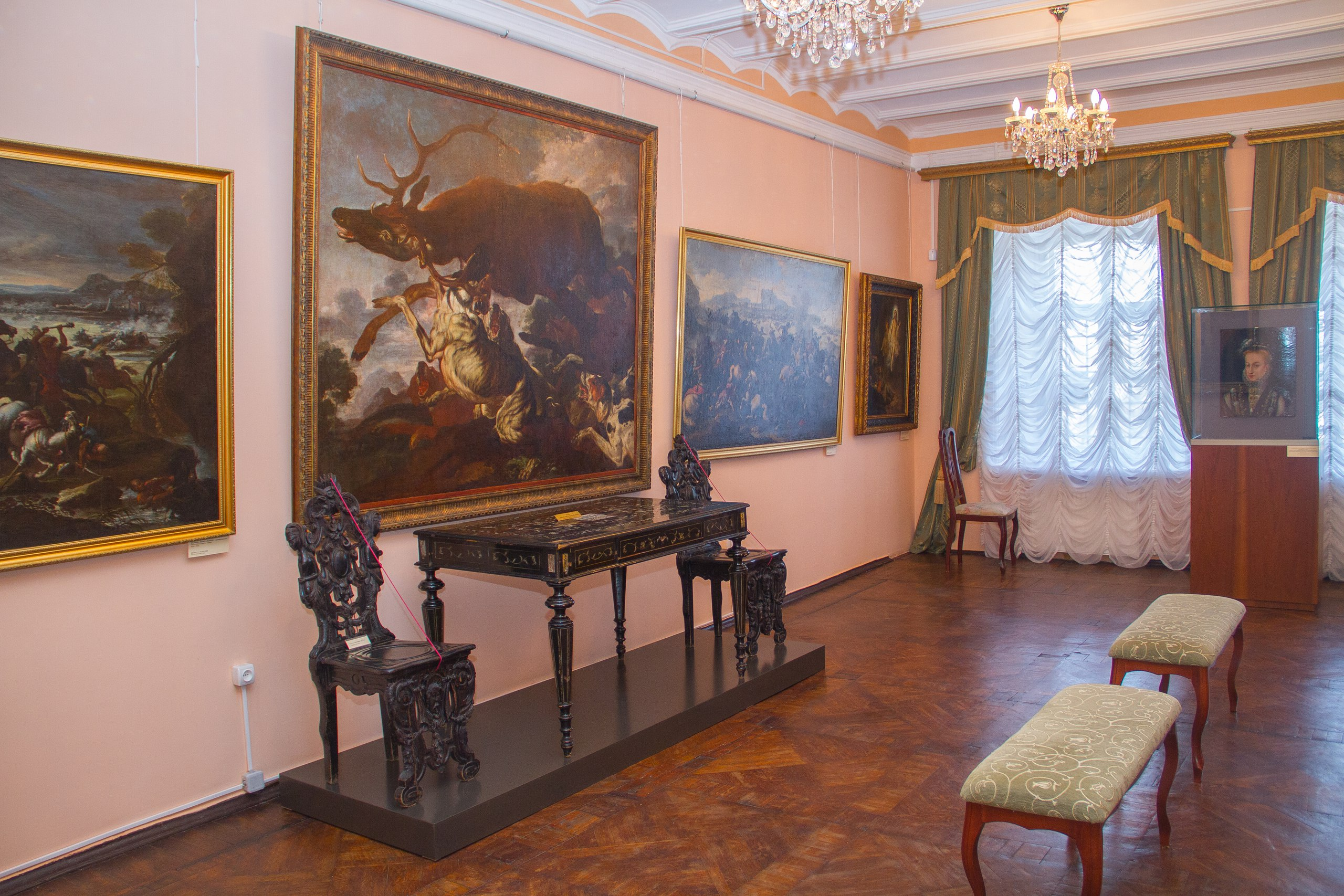
Зал Фландрии Серпуховского музея

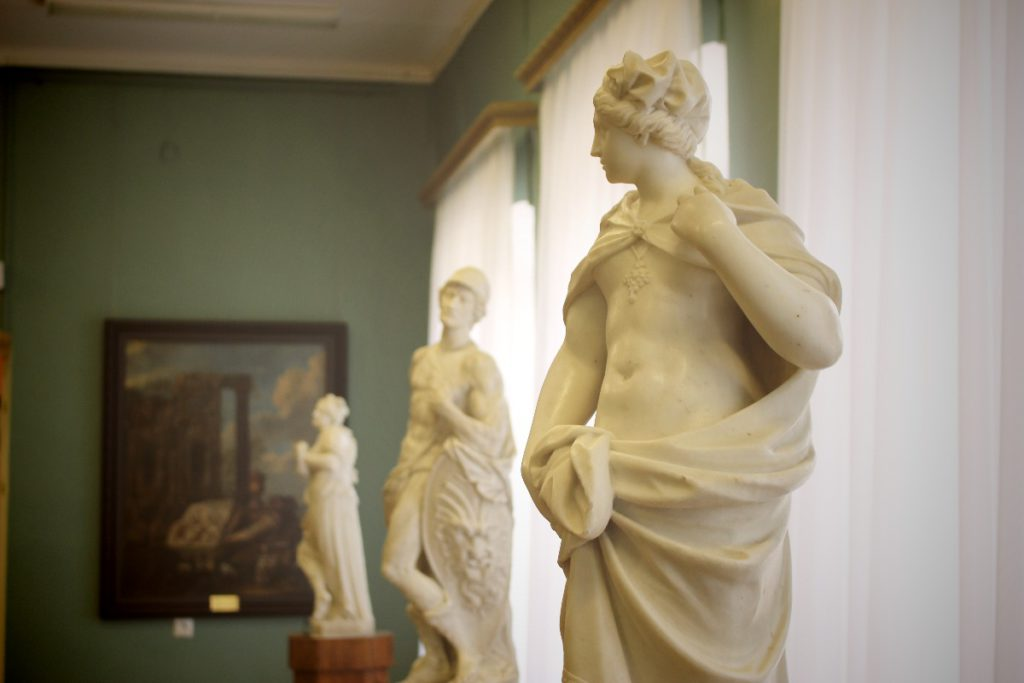
Зал Италии и Франции Серпуховского музея

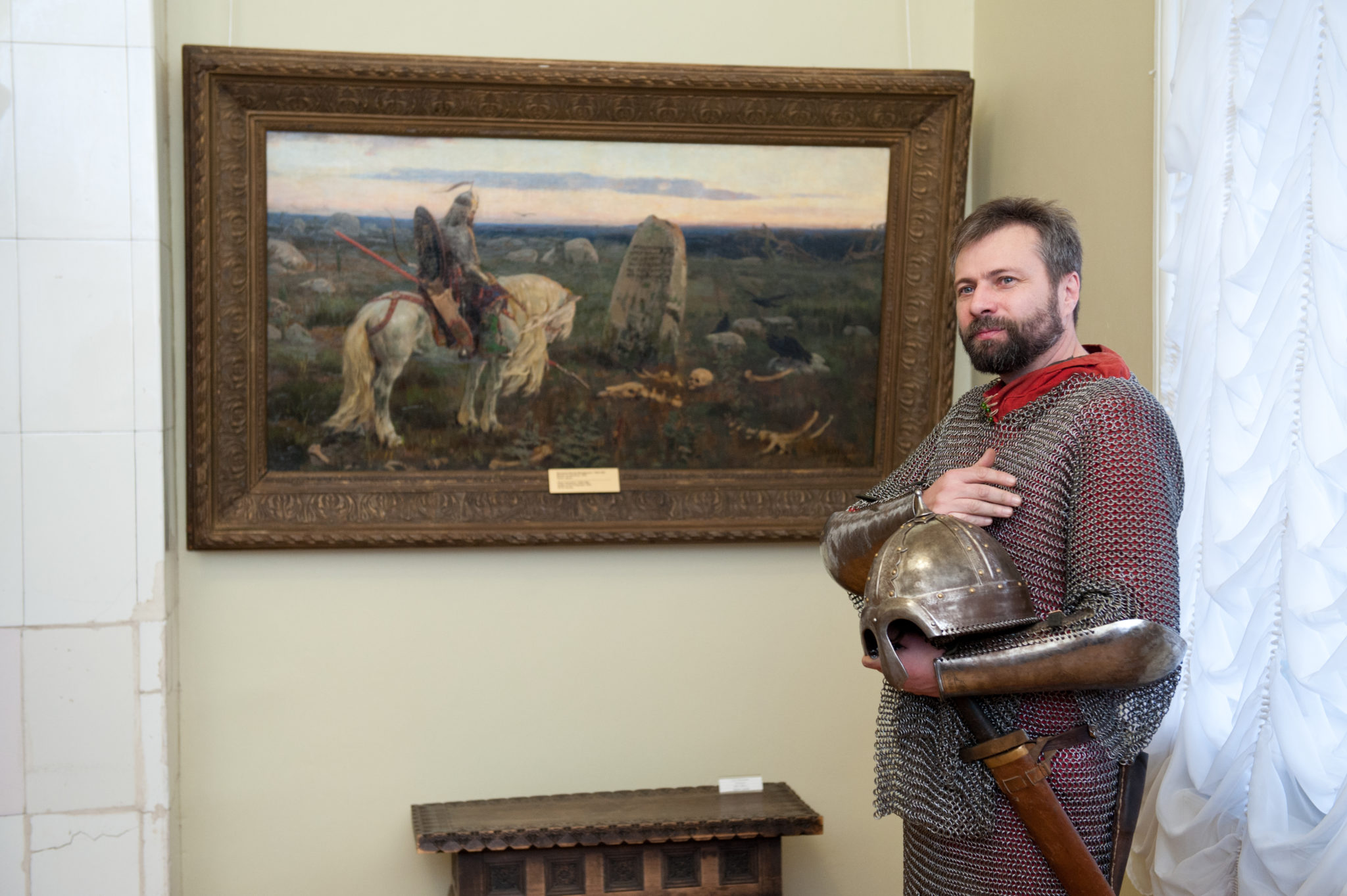
Театрализованная экскурсия «Ожившие картины»

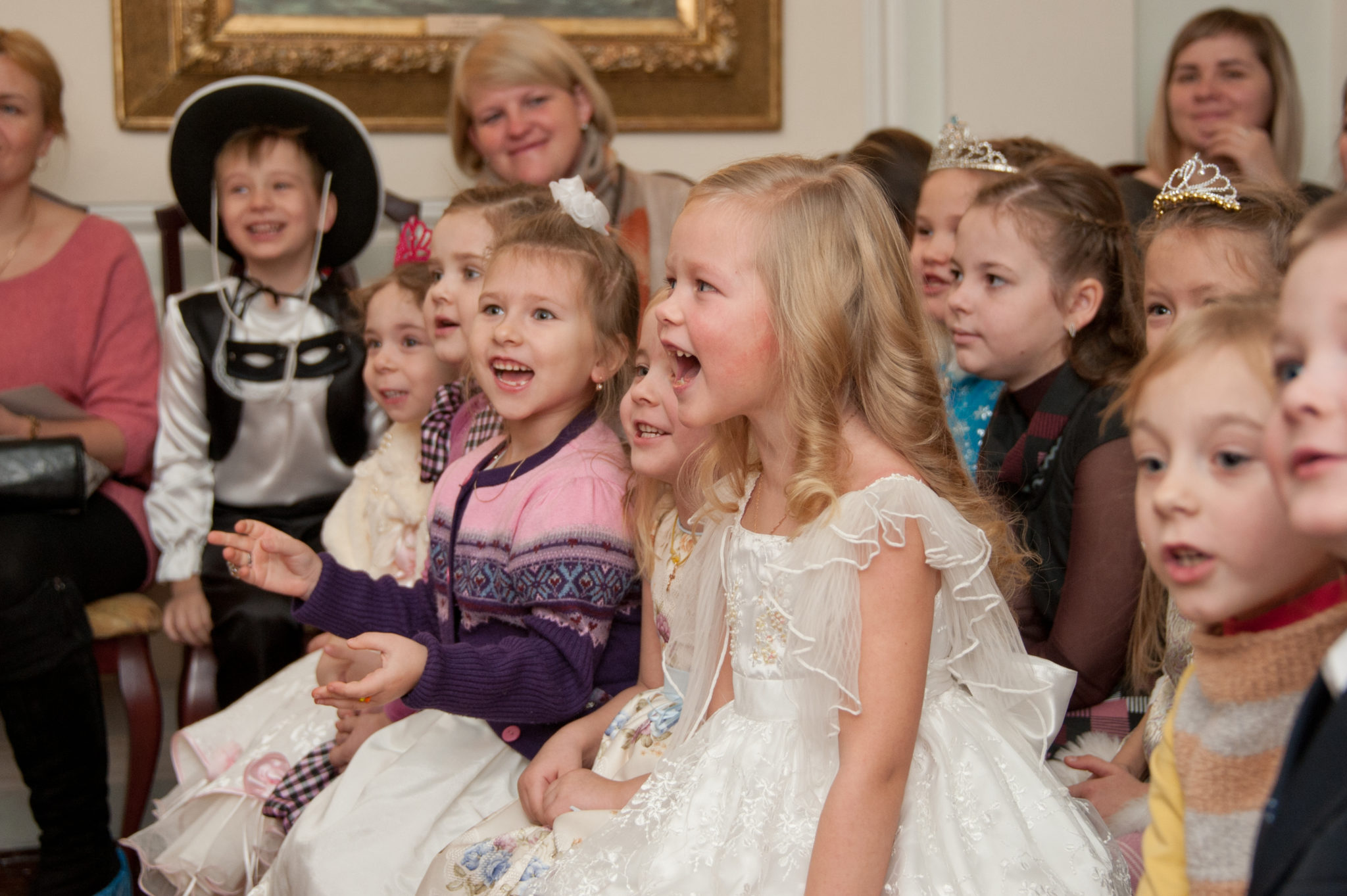
Новогодние сказки в Серпуховском музее

Древнерусское искусство представлено иконами московской школы XVI—XVII вв., деревянными раскрашенными скульптурами.
Русское искусство XVIII века представлено в музее в основном портретами второй половины столетия: «Портрет чиновника военной коллегии», ранее приписывавшийся Ф. С. Рокотову, «Портрет неизвестного офицера Гатчинской гвардии» кисти неизвестного художника (предположительно друга Д. Г. Левицкого), парные графические портреты старика и старухи А. О. Орловского, «Мальчик с флейтой» неизвестного мастера венециановской школы. Представляет интерес коллекция провинциального купеческого портрета, собранная у потомков купеческих родов Плотниковых, Мазуриных, Бердоносовых, Сериковых.
В парадных интерьерах особняка — Каминном и Белом залах — экспонируется живопись салонно-академического направления и работы маринистов: Г. И. Семирадский, К. Е. Маковский, И. К. Айвазовский, А. П. Боголюбов, Л. Ф. Лагорио.
В зале передвижников можно увидеть небольшую коллекцию работ В. Е. Маковского, этюд Н. А. Ярошенко «Цыганка» и жанровую композицию И. М. Прянишникова «В ожидании шафера».
Серпуховский музей обладает богатой коллекцией русского пейзажа живописи 2-й половины XIX века. В залах представлены полотна А. К. Саврасова («Лунная ночь. Болото»), И. И. Шишкина («Сестрорецкий бор», «Лес весной», «Еловый лес зимой»), Е. Е. Волкова, Ю. Ю. Клевера, В. В. Верещагина, А. А. Киселёва, Н. Н. Дубовского, И. И. Левитана.
В Абрамцевском зале (бывший кабинет А. В. Мараевой) представлены картины художников, близких к мамонтовскому кружку, — В. Д. Поленова («Ледоход на Оке», «Ока у Тарусы», «Старая мельница»), В. М. Васнецова (первый вариант картины «Витязь на распутье»), А. М. Васнецова, — и коллекция мебели и предметов декоративно-прикладного искусства, выполненных в абрамцевских столярных мастерских.
Предмет особой гордости музея — собрание живописи, графики и скульптуры художников начала XX века на втором этаже особняка. Представлены работы С. Ю. Жуковского, В. К. Бялыницкого-Бируля, К. Ф. Юона, К. А. Коровина, Л. С. Бакста, Н. К. Рериха, И. Я. Билибина, В. Э. Борисова-Мусатова, К. Ф. Богаевского, И. И. Машкова, Н. С. Гончаровой («Хоровод», «Бабы с граблями», «Стрижка овец»). Коллекция скульптур С. Т. Конёнкова дополняет картину яркой, сложной художественной жизни в России в начале XX века. А так же  представлена экспозиция.Посвящённая истории города  Серпухова. В экспозиции представлены исторические вещи   которые найдены на территории Серпуховском городища. А так же объёмный макет Серпуховского кремля 1556 года.
В отделе Западноевропейского искусства XVI—XIX вв. представлены:
Фламандская и Нидерландская школы:
- работы учеников Рембрандта:
  - Эберхард Кейль, «Старуха за рукоделием» (1650 год)
  - Изак де Яуддервилль, «Ученый в кабинете» (1630 год)
- «Голова Мадонны», неизв. автор (XVI век)
- Мартен Пепейн (1575—1643), «Обращение Савла»
- Ян Янсенс, «Святой Иероним» (XVII век)
- Ян Викторс, «Уличный лекарь» (XVII век)

Итальянская школа:
- Джованни Антонио Пеллегрини, «Моисей источает воду из скалы»
- Джованни Лоренцо Бернини, «Автопортрет»

Германская школа:
- Антон Графер (1736—1813), портрет А. И. Дивова

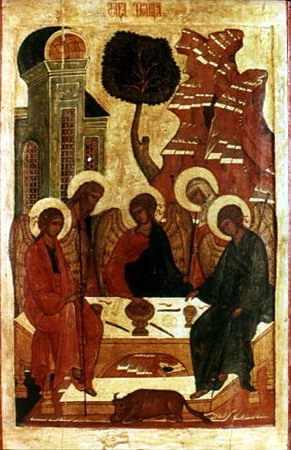
Икона «Троица Ветхозаветная», II половина XVI в.
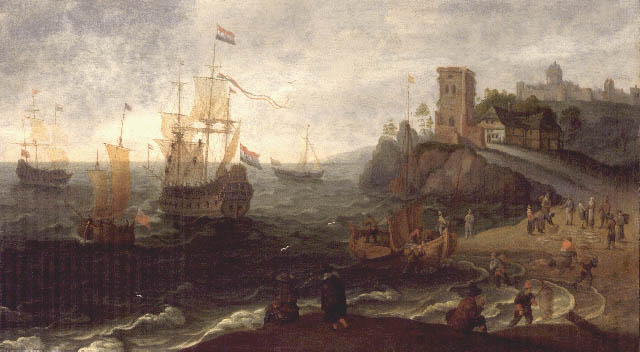
Адам Виллартс. «Рыбный рынок на морском берегу», 1613 г.
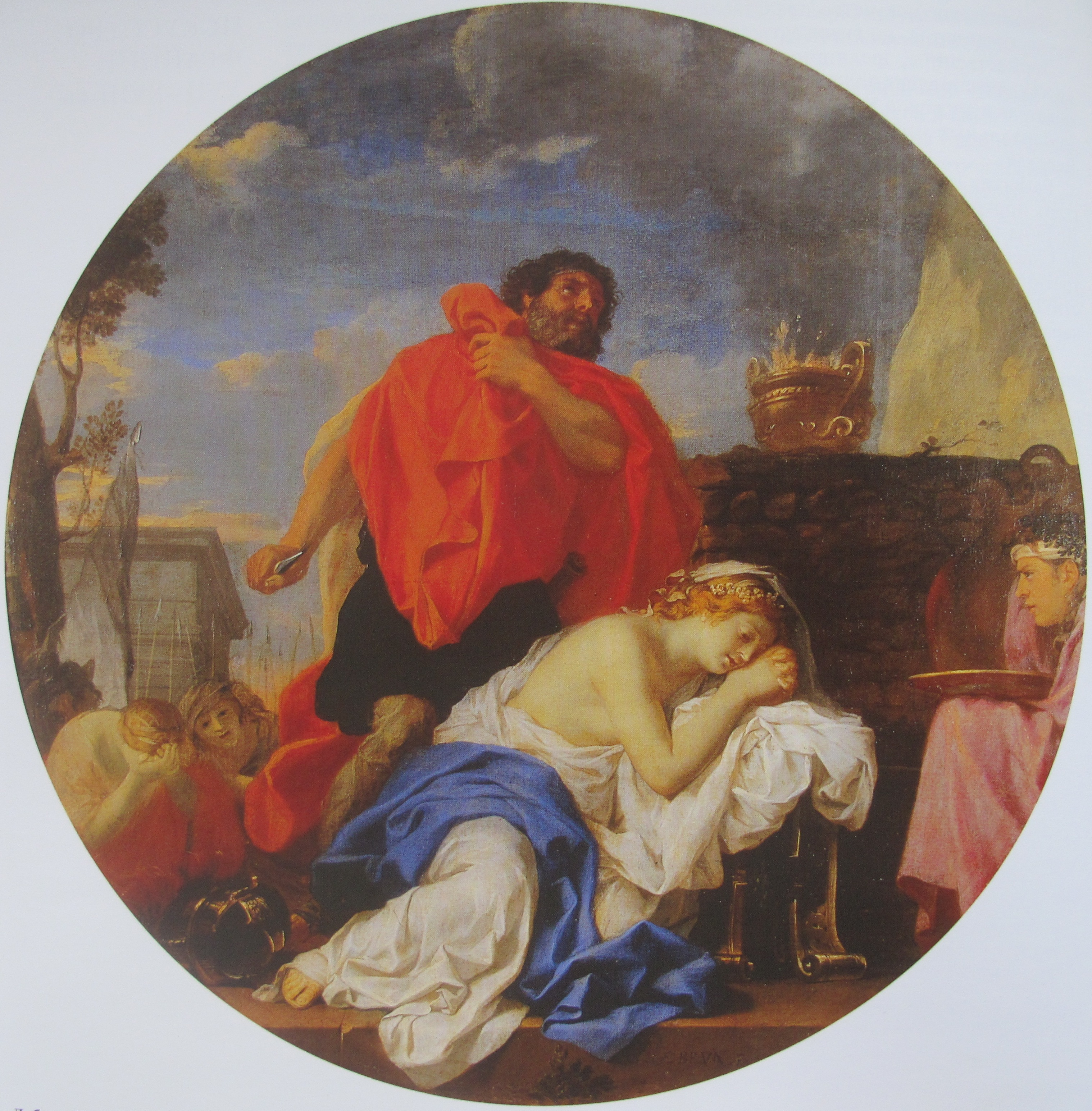
Лебрен Шарль. «Жертвоприношение Иевфая», 1656 г.
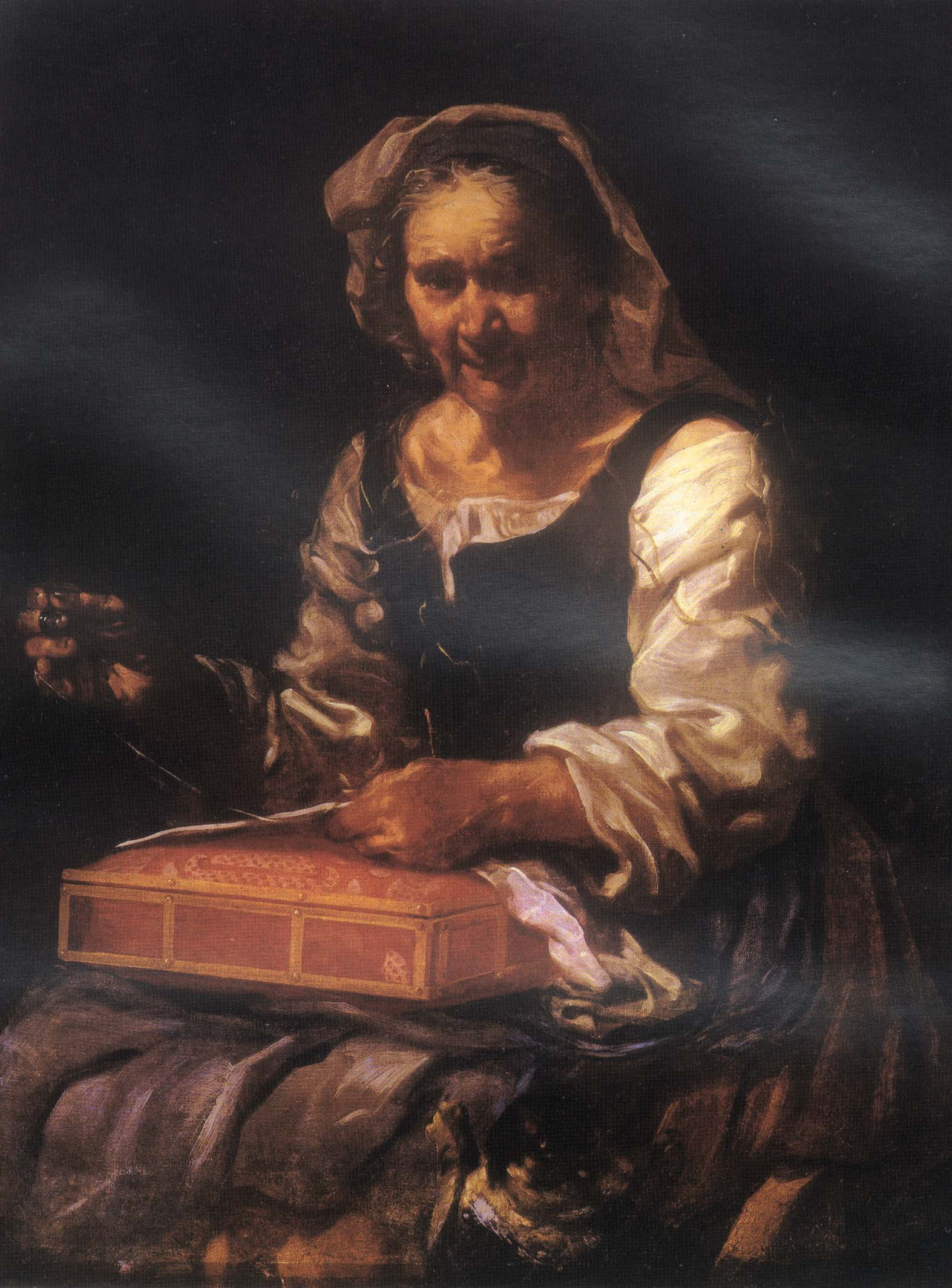
Эберхард Кейль. «Старуха за рукоделием»,  1650-е гг.
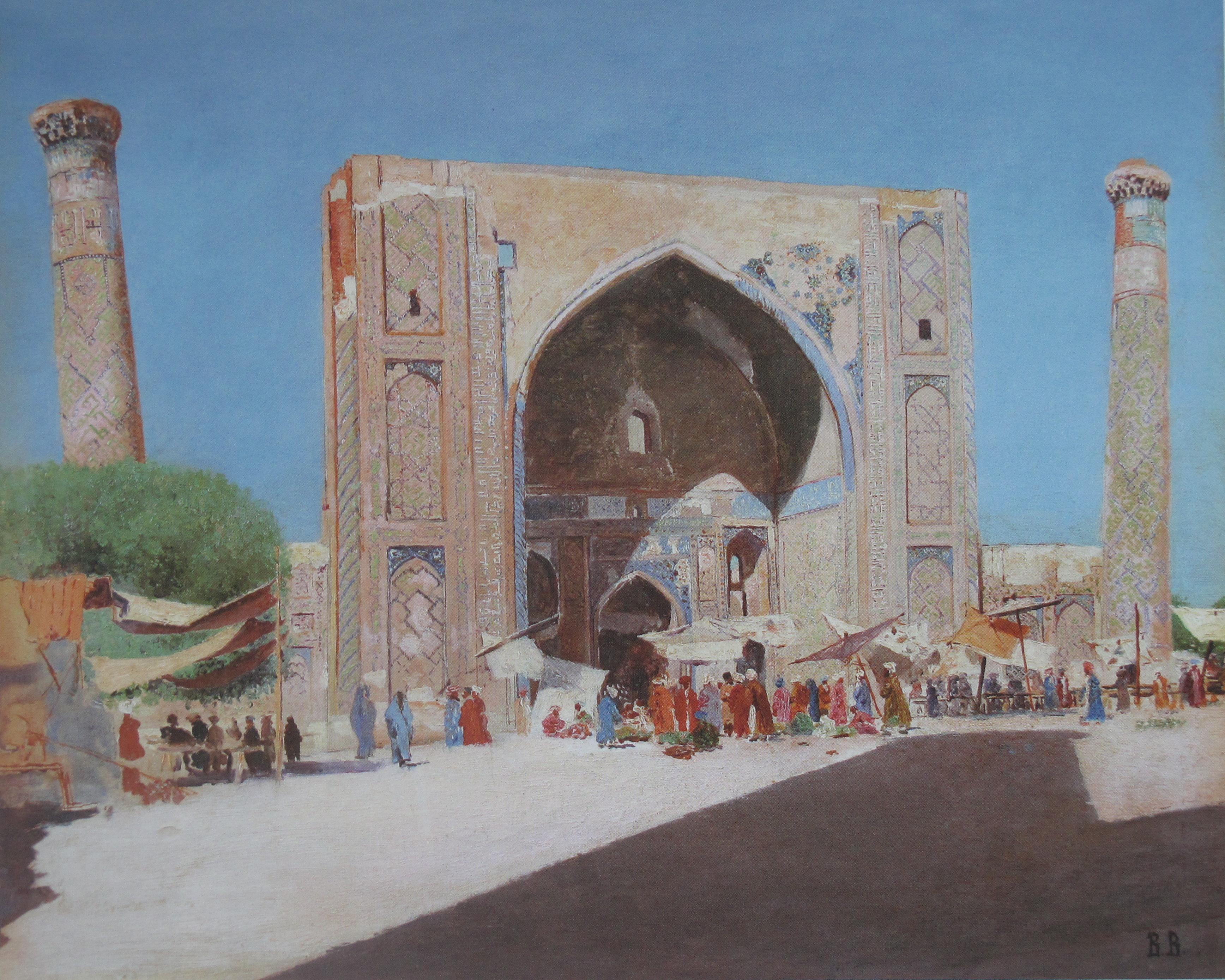
Василий Верещагин. «Самарканд», 1869 г.
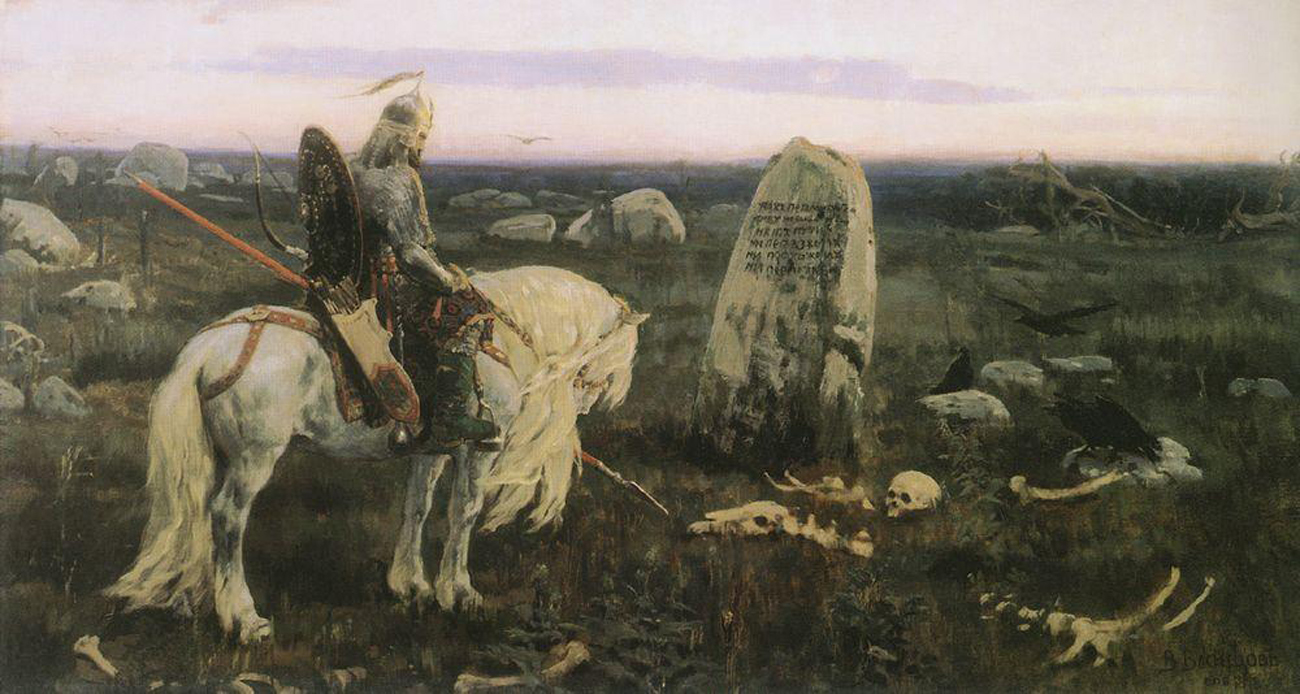
Виктор Васнецов. «Витязь на распутье» (первый вариант), 1878 г.
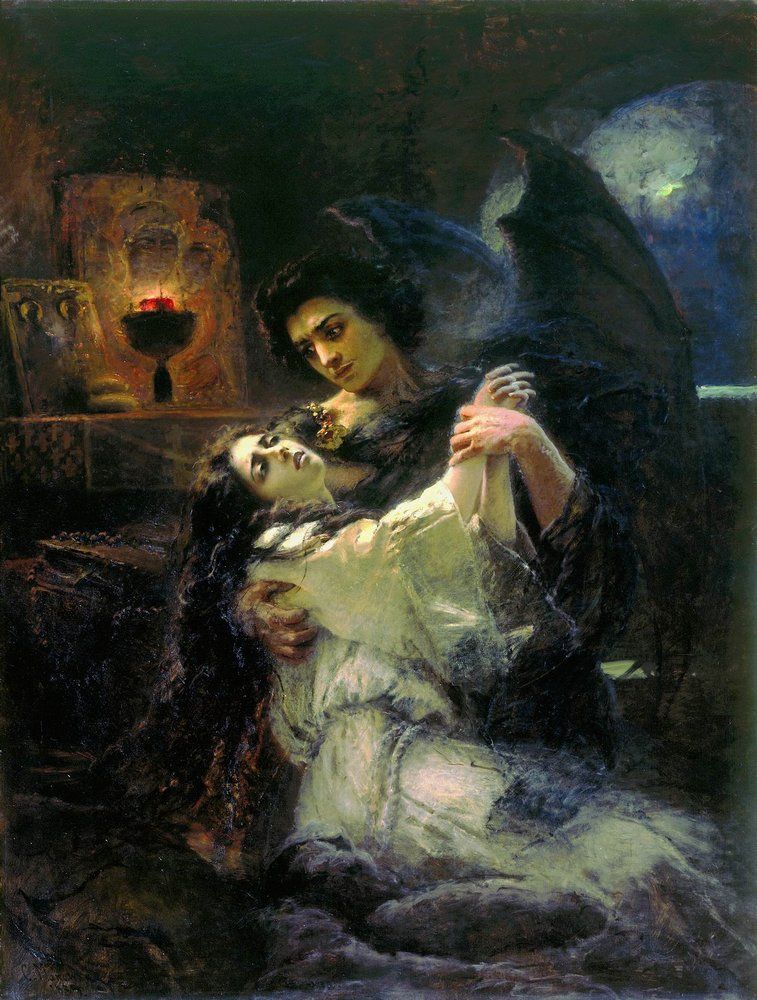
Константин Маковский. «Демон и Тамара», 1889 г.
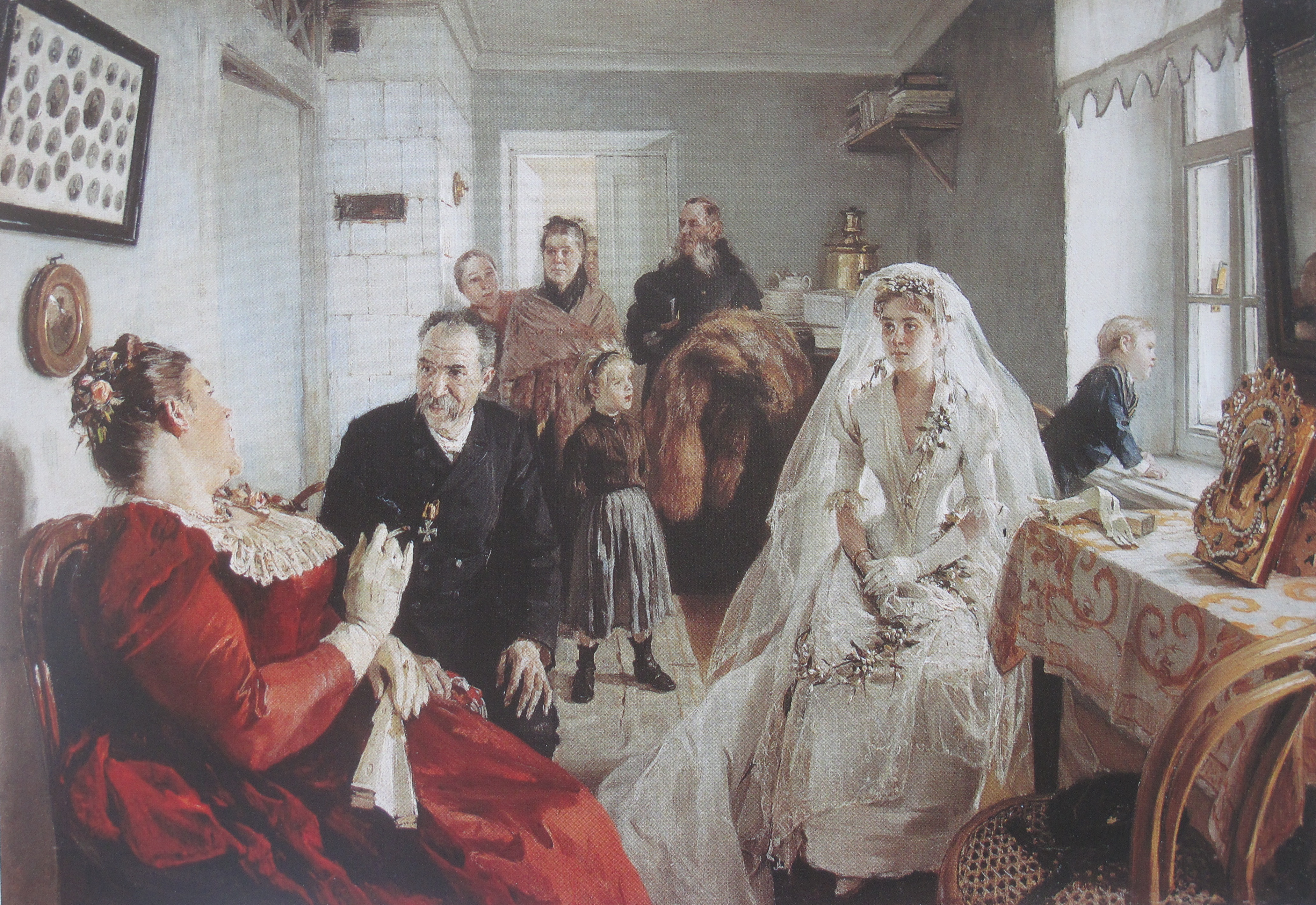
Илларион Прянишников. «В ожидании шафера», 1891 г.
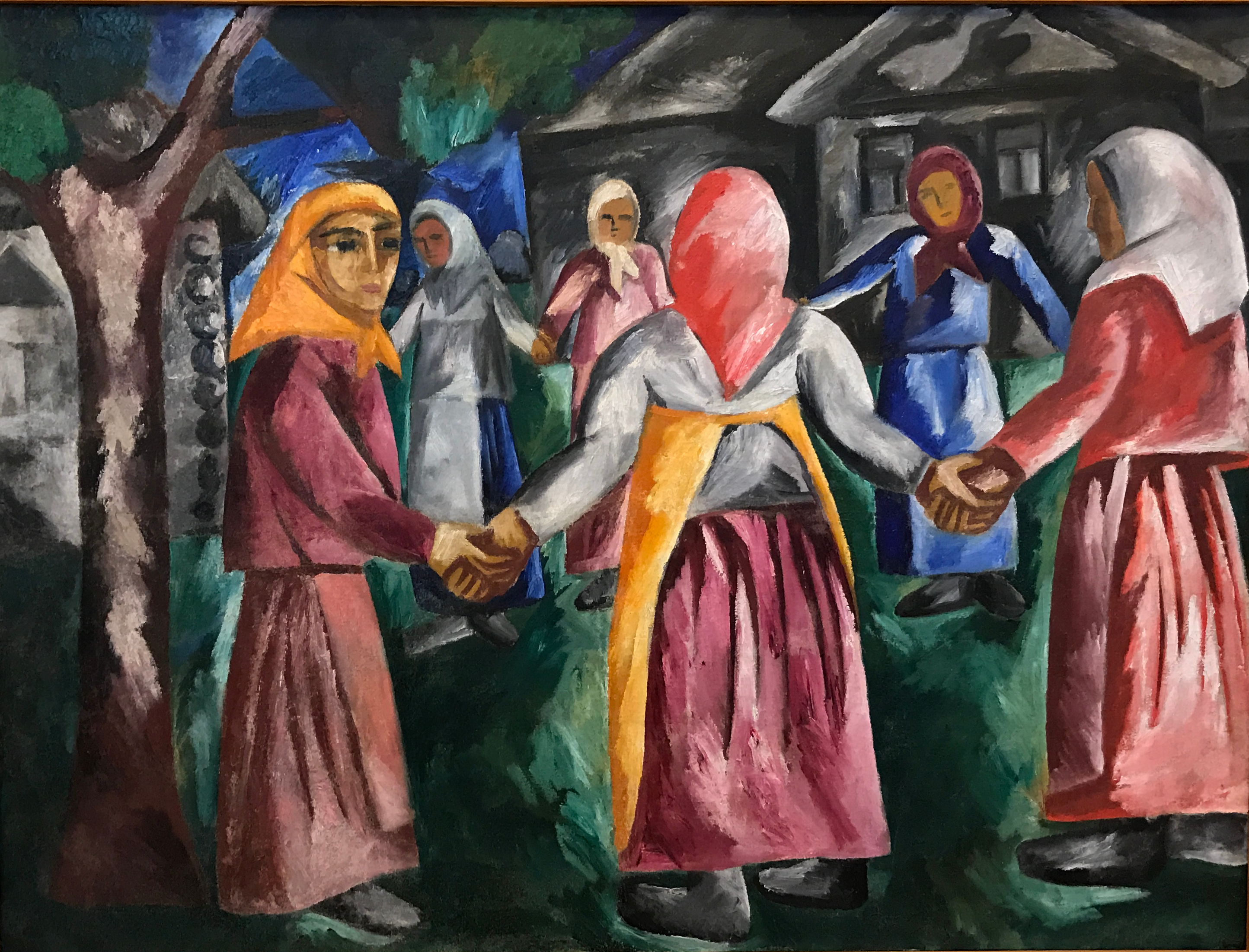
Наталья Гончарова. «Хоровод», 1910 г.

## Отделы

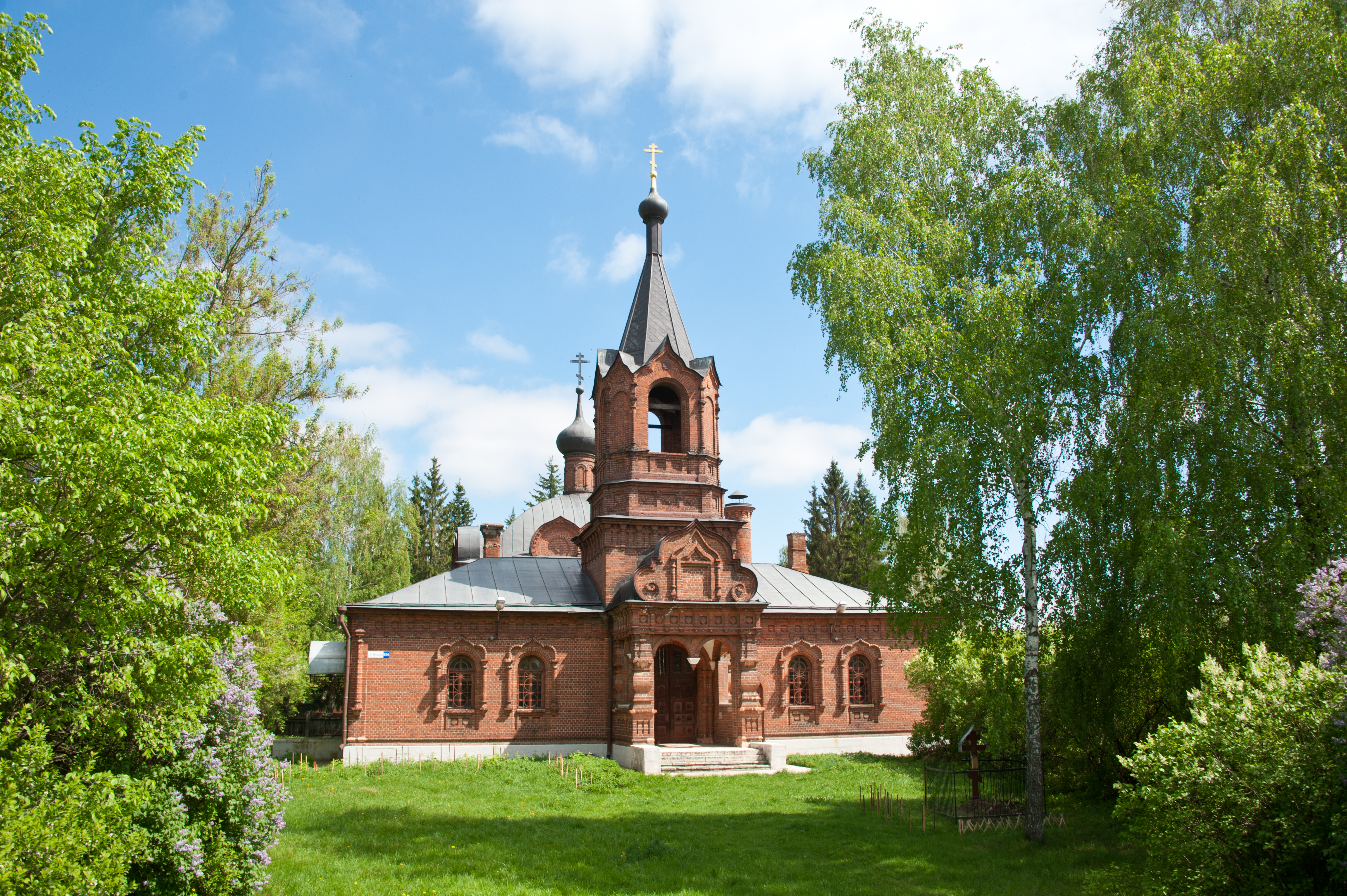
Старообрядческая церковь Покрова пресвятой Богородицы Старопоморского-федосеевского согласия. Отдел Серпуховского музея.

- Храм Покрова Пресвятой Богородицы христиан-старообрядцев старопоморского (беспоповцев-федосеевцев) направления. Сооружён в 1908—1912 гг. в районе Серпухова Заборье, при ткацкой фабрике Мараевых. Строительство велось на средства А. В. Мараевой. Московский архитектор М. Г. Пиотрович был не только автором проекта храма, но и надзирал за ходом строительных работ. Архитектурным прообразом храма можно считать деревенские часовни Русского Севера и посадские храмы Москвы и Ярославля XVII столетия. Характерной его особенностью можно назвать отсутствие алтарной апсиды, так как старообрядцы-федосеевцы не служат литургии и не имеют священников. После установки отопительной системы в помещениях храма планируется создание специальных экспозиций, посвященных истории старообрядчества на Серпуховской земле, истории Покровского храма и его создателей, а также произведений искусства, сохранённых и созданных старообрядцами (литье, оклады икон, ткани, мебель, старопечатная и рукописная книга). Адрес: Московская область, г. Серпухов, ул. Чехова, д. 81 б.
- Мемориальный дом фотохудожника Н. П. Андреева. Отдел посвящен всемирно известному мастеру пикториальной (живописной) фотографии. В связи с аварийным состоянием закрыт для посетителей. Часть экспозиции мемориального дома расположена в Историко-археологическом отделе. Адрес: Московская область, г. Серпухов, ул. 1-я Московская, д. 39.